# Gran Premio motociclistico delle Americhe
Il Gran Premio motociclistico delle Americhe è una delle prove che compongono il calendario del motomondiale.
Si è svolto per la prima volta nel 2013 sul circuito delle Americhe in Texas.
È il terzo Gran Premio della storia del motomondiale istituito su territorio statunitense, dopo quello corso sui circuiti di Laguna Seca e Indianapolis, vi corrono, fin dalla prima edizione, tutte le classi.
L'edizione 2020 è stata cancellata a causa della pandemia di COVID-19.

## Risultati del Gran Premio
| Anno | Circuito                                         | Moto3                                            | Moto2                                            | MotoGP                                           |                                                  | Resoconto                                        |
| ---- | ------------------------------------------------ | ------------------------------------------------ | ------------------------------------------------ | ------------------------------------------------ | ------------------------------------------------ | ------------------------------------------------ |
| 2013 | Circuito delle Americhe                          | Álex Rins (KTM)                                  | Nicolás Terol (Suter)                            | Marc Márquez (Honda)                             |                                                  | Resoconto                                        |
| 2014 | Circuito delle Americhe                          | Jack Miller (KTM)                                | Maverick Viñales (Kalex)                         | Marc Márquez (Honda)                             |                                                  | Resoconto                                        |
| 2015 | Circuito delle Americhe                          | Danny Kent (Honda)                               | Sam Lowes (Speed Up)                             | Marc Márquez (Honda)                             |                                                  | Resoconto                                        |
| 2016 | Circuito delle Americhe                          | Romano Fenati (KTM)                              | Álex Rins (Kalex)                                | Marc Márquez (Honda)                             |                                                  | Resoconto                                        |
| 2017 | Circuito delle Americhe                          | Romano Fenati (Honda)                            | Franco Morbidelli (Kalex)                        | Marc Márquez (Honda)                             |                                                  | Resoconto                                        |
| 2018 | Circuito delle Americhe                          | Jorge Martín (Honda)                             | Francesco Bagnaia (Kalex)                        | Marc Márquez (Honda)                             |                                                  | Resoconto                                        |
| 2019 | Circuito delle Americhe                          | Arón Canet (KTM)                                 | Thomas Lüthi (Kalex)                             | Álex Rins (Suzuki)                               |                                                  | Resoconto                                        |
| 2020 | Non disputato a causa della pandemia di COVID-19 | Non disputato a causa della pandemia di COVID-19 | Non disputato a causa della pandemia di COVID-19 | Non disputato a causa della pandemia di COVID-19 | Non disputato a causa della pandemia di COVID-19 | Non disputato a causa della pandemia di COVID-19 |
| 2021 | Circuito delle Americhe                          | Izan Guevara (Gas Gas)                           | Raúl Fernández (Kalex)                           | Marc Márquez (Honda)                             |                                                  | Resoconto                                        |
| 2022 | Circuito delle Americhe                          | Jaume Masiá (KTM)                                | Tony Arbolino (Kalex)                            | Enea Bastianini (Ducati)                         |                                                  | Resoconto                                        |
| Anno | Circuito                                         | Moto3                                            | Moto2                                            | MotoGP                                           | MotoGP                                           | Resoconto                                        |
| Anno | Circuito                                         | Moto3                                            | Moto2                                            | Sprint                                           | Gara                                             | Resoconto                                        |
| 2023 | Circuito delle Americhe                          | Iván Ortolá (KTM)                                | Pedro Acosta (Kalex)                             | Francesco Bagnaia (Ducati)                       | Álex Rins (Honda)                                | Resoconto                                        |
| 2024 | Circuito delle Americhe                          | David Alonso (CFMoto)                            | Sergio García (Boscoscuro)                       | Maverick Viñales (Aprilia)                       | Maverick Viñales (Aprilia)                       | Resoconto                                        |
| 2025 | Circuito delle Americhe                          | José Antonio Rueda (KTM)                         | Jake Dixon (Boscoscuro)                          | Marc Márquez (Ducati)                            | Francesco Bagnaia (Ducati)                       | Resoconto                                        |